# Aziz A Munshi
Aziz A Munshi ist ein pakistanischer Beamter. Er war in vier unterschiedlichen Perioden Generalstaatsanwalt seines Landes. Außerdem war er Justizminister. Derzeit ist er Senior Advocate im Supreme Court und im High Court.

## Leben
Munshis Vater war Richter in Bombay. Ibrahim Ismail Chundrigar, früherer Justiz- und Premierminister Pakistans, war sein Schwiegeronkel.
Er begann seine Karriere 1954 in Bombay und 1955 in Karachi.
Aziz A Munshi war vom 8. Januar 1985 bis 30. Oktober 1986, von 29. Mai 1988 bis 3. Dezember 1988, vom 6. August 1990 bis 13. Juli 1993 und vom 14. Dezember 1999 bis 30. September 2001 Generalstaatsanwalt von Pakistan.
Vom 28. November 1999 bis 27. November 2000 war er Justizminister von Pakistan.
Er war Vorsitzender der pakistanischen Anwaltskammer.
Außerdem repräsentierte er sein Land bei internationalen Prozessen, etwa gegen Indien, Konferenzen und in Organisationen.